# Roetkleurige struiktiran
De roetkleurige struiktiran (Myiotheretes fumigatus) is een zangvogel uit de familie Tyrannidae (tirannen).

## Verspreiding en leefgebied
Deze soort komt voor van Venezuela tot Peru en telt vier ondersoorten:
- M. f. olivaceus: Serranía del Perijá.
- M. f. fumigatus: Colombia en noordelijk Ecuador.
- M. f. lugubris: westelijk Venezuela.
- M. f. cajamarcae: van zuidelijk Ecuador tot zuidelijk Peru.

## Status
De grootte van de populatie is niet gekwantificeerd maar de soort wordt omschreven als schaars. Op de Rode lijst van de IUCN heeft deze soort de status niet bedreigd.